# Who Owns My Heart
«Who Owns My Heart» — песня Майли Сайрус с её третьего студийного альбома Can’t Be Tamed (2010). В Европе песня была издана вторым синглом с него (следующим за «Can’t Be Tamed»). (В США же она отдельным синглом не выходила, так что там с альбома в итоге был издан всего один сингл.)

## История создания
Майли Сайрус написала песню «Who Owns My Heart» вместе с Антониной Армато, Девлимом Калаоглу и Полом NZA.

## Видеоклип
Режиссёр видеоклипа — Роберт Хейлс (до этого снявший клип к синглу «Can’t Be Tamed» с того же альбома). Съемки прошли 7 августа 2010 года в Детройте.
Сайт Songfacts рассказывает:
Пикантный клип показывает Майли извивающейся полуголой на кровати перед тем как, поприхоращиваясь в своей комнате, колбаситься на заднем сиденье машины в коротеньких шортах.

Певица попала под огонь со стороны обеспокоенных родительских групп и организаций — не в первый раз уже Сайрус провоцирует реакцию, пытаясь оторваться от своего чистого имиджа идола подростков. Тим Уинтер, президент Родительского телевизионного совета, настаивал TMZ.com, что видеоряд посылает неверный сигнал молодым поклонникам Сайрус. Он сказал: «Очень жаль, что она приняла участие в таком сексуализированном видеоклипе, как этот. Сигналы, которые он посылает её фан-базе, диаметрально противоположны всему, что она делала до этого. Майли построила свою славу и состояние на спинах молодых девочек, и нас расстраивает, что она от этой фан-базы, похоже, так жаждет, и настолько быстро, дистанцироваться.»